# 472 (số)
472 (bốn trăm bảy mươi hai) là một số tự nhiên ngay sau 471 và ngay trước 473.